# Lo specchio a due facce
Lo specchio a due facce (Le miroir à deux faces) è un film del 1958 diretto da André Cayatte, con protagonisti Bourvil e Michèle Morgan.

## Trama
Pierre Tardivet, un insegnante di matematica di mezza età, cerca moglie attraverso un annuncio su un giornale. All'inserzione rispondono i genitori di Marie-José Vauzange, i quali, senza mettere al corrente la figlia, le combinano un appuntamento con lui. Marie-José inizia a frequentare Pierre e accetta di maritarsi con lui dopo che l'uomo di cui era in precedenza innamorata, Gérard Durieu, ha deciso di sposare Veronica, sorella di lei. Trascorsi dieci anni, il matrimonio tra Pierre e Marie-José va in crisi, in seguito alla decisione della donna, non condivisa dal marito, di sottoporsi a un intervento di chirurgia estetica al volto. Nel frattempo anche il matrimonio tra Gérard e Veronica è andato in crisi, così Marie-José, che ha acquistato una nuova bellezza ma non viene più accettata per questo dal marito, riprende a frequentare Gérard, che ora è attratto da lei. Pierre decide di uccidere per vendetta il dottor Bosc che aveva insistito a volerla operare.